# Àrea marina Cap de cala Figuera
Àrea marina Cap de cala Figuera este o arie protejată (sit de importanță comunitară — SCI) din Spania întinsă pe o suprafață de 129,03 ha, integral marine.

## Localizare
Centrul sitului Àrea marina Cap de cala Figuera este situat la coordonatele 39°28′01″N 2°31′43″E / 39.4669°N 2.5286°E.

## Înființare
Situl Àrea marina Cap de cala Figuera a fost declarat sit de importanță comunitară în aprilie 2004 pentru a proteja un număr necunoscut de specii din flora spontană și fauna sălbatică aflate în arealul zonei.

## Biodiversitate
Situată în ecoregiunile marină mediteraneană și mediteraneană, aria protejată conține 1 habitat natural: Straturi cu Posidonia (Posidonion oceanicae).
La baza desemnării sitului se află un număr nedeclarat de specii protejate.